# Dennis Tito
Dennis Anthony Tito (født 8. august 1940 i Queens, New York i USA) var den første person, der som rumturist rejste til ISS, (Den Internationale Rumstation). Rejsen fandt sted i perioden 28. april – 6. maj 2001.
Ud over at have pengene, krævedes også et helbred, der kunne tåle turen.
I 2001 blev Dennis Tito opsendt med Sojuz TM-32 til Den Internationale Rumstation.
Sojuz (Sojuz-programmet) var på det tidspunkt det eneste fartøj, der opsendte rumturister. Der er senere kommet andre fartøjer som f. eks. Blue Origin (en)s New Shepard (en) samt SpaceX Dragon.